# 布尔诺理工大学
布尔诺理工大学，是捷克共和国城市布尔诺的一所理工类大学。1899年成立，初期作为土木工程的单一课程学校，后来逐渐发展成为拥有24,000学生、八个学院以及两所研究所的理工类大学。

## 机构设置

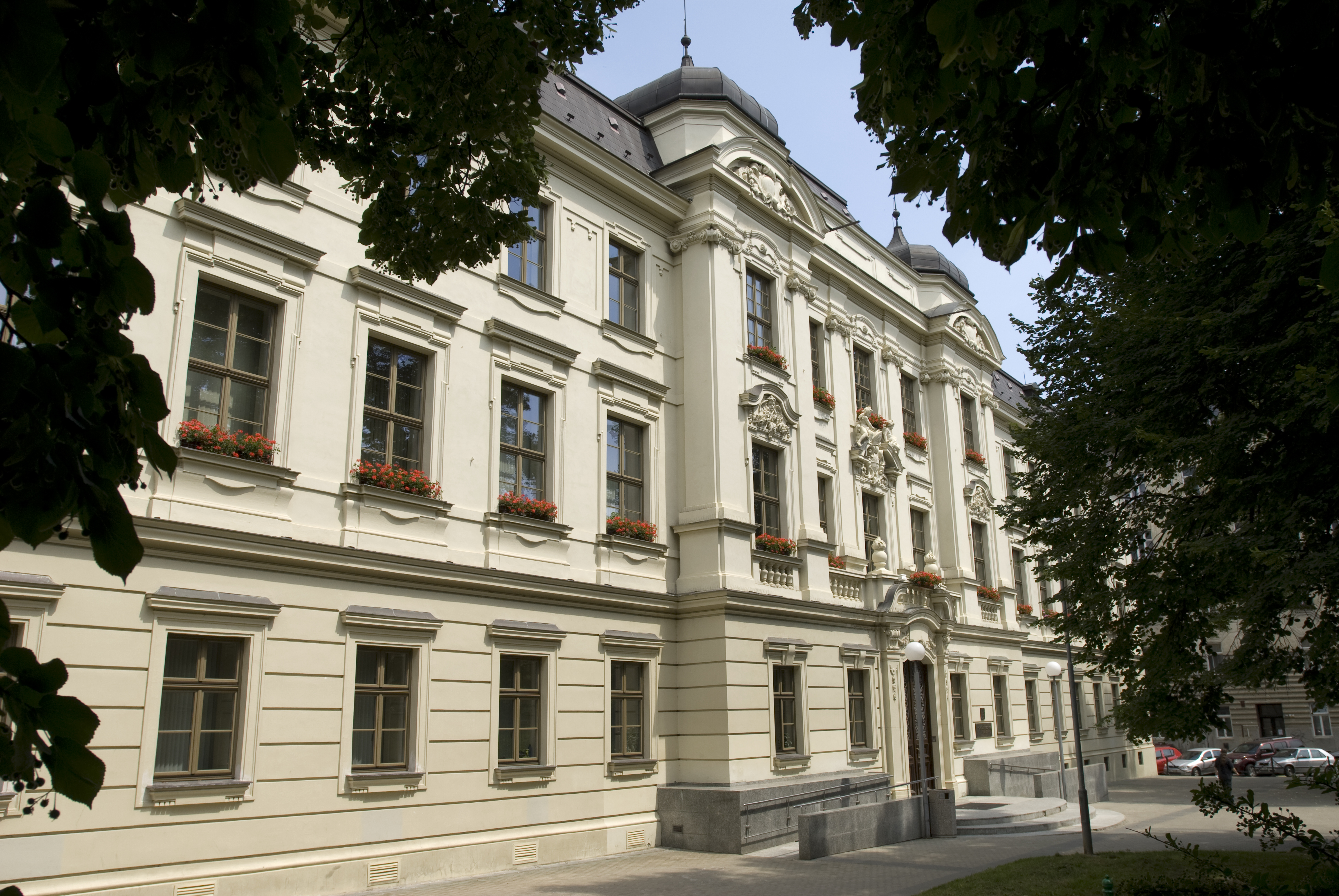
校长办公室

- 土木工程学院[1]
  - 土木工程
  - 測量和製圖[2]
- 机械工程学院[3]
  - 工程
  - 工程應用科學
  - 機械工業
  - 生產系統
  - 工業工程
  - 機器和設備
  - 應用自然科學
  - 物理和材料工程
  - 計量和質量保證測試[4]
- 化学学院[5]
  - 化學
  - 食品科學
- 建筑学院[6]
  - 建築
  - 城市設計
- 商业管理学院[7]
  - 管理
  - 會計
  - 企業財務
  - 稅務
  - 管理科學
- 电气工程和通讯学院[8]
  - 機器人學
  - 生物醫學工程
  - 電力電子與電氣工程
  - 電子技術與電子學
  - 微電子學
- 艺术学院[9]
  - 繪畫
  - 雕塑
  - 圖形
  - 平面設計
  - 工業設計
  - 概念化趨勢
  - VMP（多媒體，視頻表演）[10]
- 信息工程学院[11]
  - 計算機系統
  - 信息系統
  - 智能係統
  - 計算機圖形和多媒體

## 研究所
- 法医工程研究所
- 体育活动中心

## 著名校友
- 米雷克·托波拉内克，捷克共和国前总理
- 菲利佩·纽西，莫桑比克总统